# Parc provincial de la Rivière-Mattawa
Le parc provincial de la Rivière-Mattawa (anglais : Mattawa River Provincial Park) est un parc provincial de l'Ontario situé dans le district de Nipissing. Ce parc protège une section de la rivière Mattawa située entre Mattawa et le lac Trout, une rivière qui a été inscrite en 1988 au réseau des rivières du patrimoine canadien.

## Géographie
Le parc de 141,42 km2 est situé dans le district de Nipissing entre les villes de North Bay et de Mattawa. Il comprend une des sections de la rivière Mattawa.
Le parc est situé sur les territoires de North Bay, de East Ferris, de Bonfield, de Calvin, de Mattawan, de Papineau-Cameron ainsi que sur des territoires non-organisés du district de Nipissing.
Il partage ses limites avec le parc provincial Samuel de Champlain.